# SŽD-Baureihe ТЭМ2
Die Lokomotive der Baureihe ТЭМ2 (deutsche Transkription TEM2) der Sowjetischen Eisenbahnen (SŽD) war eine breitspurige Diesellokomotive, die als Weiterentwicklung der vorher gefertigten ТЭМ1 erschien. Sie stellt zusammen mit der ЧМЭ3 die dominierende Rangierlokomotive bei den Eisenbahnen der ehemaligen UdSSR dar.

## Geschichte
1959 wurde in der Lokomotivfabrik Brjansk ein Projekt ausgearbeitet für eine verstärkte Diesellokomotive der Reihe ТЭМ1. Der Hauptunterschied zu der Ursprungslokomotive war die Ausrüstung mit dem Dieselmotor PD 1 des Dieselmotorenwerkes Pensa. Die Leistung der Maschineneinrichtung konnte dadurch auf 1.200 PS gesteigert werden.
1960 lieferte das Werk zwei Lokomotiven und 1961 noch eine Lokomotive aus. Diese wurden bei Lichobory der Moskowskaja schelesnaja doroga eingehend getestet, danach wurden bis zum Jahr 2000 insgesamt 8983 Lokomotiven gefertigt. Die mächtige Rangierlokomotive wurde auf allen Eisenbahnnetzen der ehemaligen UdSSR verwendet. Der Vorrat an Kraftstoff, Öl, Wasser und Sand erlaubte eine Rangierzeit von bis zu zehn Tagen ohne Nachrüsten. Die Lokomotive lief leicht in Bögen bis 80 m Halbmesser ein und konnte in Vielfachsteuerung betrieben werden.
Auf der Diesellok ist vorhanden der Dieselmotor PD1M mit einer Leistung von 1.200 PS. Dieser Motor ist auf der Basis der Motoren D50, 2D50 und 2D50M geschaffen worden. Außerdem unterschieden sich die Lokomotiven von ihrer Vorgängertype durch die Aufbauten: Die Seitenwände der Lokführerkabine sind ohne Neigung für eine leichtere Streckenbeobachtung ausgeführt. Auch der Hauptgenerator und einige kleinere Hilfsbetriebe wurden geändert. Im Prozess ihrer langen Fertigung durchliefen die Lokomotiven folgende konstruktive Änderungen;
- von der Nummer 0004 an wurden einige unbedeutende Änderungen der elektrischen Ausrüstung (Fahrmotoren, Fahrschalter mit acht Fahrstufen) durchgeführt,
- von der Nummer 0016 an wurden die Fahrmotoren sowie die Drehgestelle geändert,
- von der Nummer 0017 an wurde in der Sicherungskette spezielle Schmelzsicherungen, geänderte Radreifen sowie eine andere Beleuchtung verwendet,
- von der Nummer 0028 an wurde das Übersetzungsverhältnis geändert,
- von der Nummer 0053 an gab es eine Möglichkeit für die Versorgung mit einer stationären Stromversorgung,
- von 1968 an wurde der geänderte Dieselmotor PD-1M verwendet,
- von der Nummer 0250 an wurde die Hochspannungskammer am Hauptrahmen angeschweißt, früher war es eine bolzenförmige Verbindung,
- von der Nummer 0300 an wurde ein System für das automatische Anlassen des Dieselmotors verwendet,
- von der Nummer 0500 an gab es ein System der automatisierten Lokomotivsignalisierung,
- von der Nummer 0763 an gab es die Vielfachsteuerung,
- von der Nummer 0943 an wurde das Kühlsystem verkleinert,
- von der Nummer 1145 an wurde die Lokomotive für die Bedienung durch nur einen Lokführer umgestellt.

Außer der Lokomotivfabrik Brjansk wurde die Lokomotive noch von 1969 bis 1979 in der Lokomotivfabrik Luhansk hergestellt. Die Diesellokomotive ТЭМ2-0580 wurde 1970 mit einem staatlichen Qualitätskennzeichen ausgeliefert. Die Lokomotiven wurden gleichfalls in die Mongolei, Polen und nach Kuba geliefert. In Polen erhielten sie die Bezeichnung SM 48. Von 1976 an wurden 130 Maschinen gefertigt. Auch einige Industriebetriebe in Polen erhielten diese Lokomotive. Dort erhielten sie die Bezeichnung TEM 2

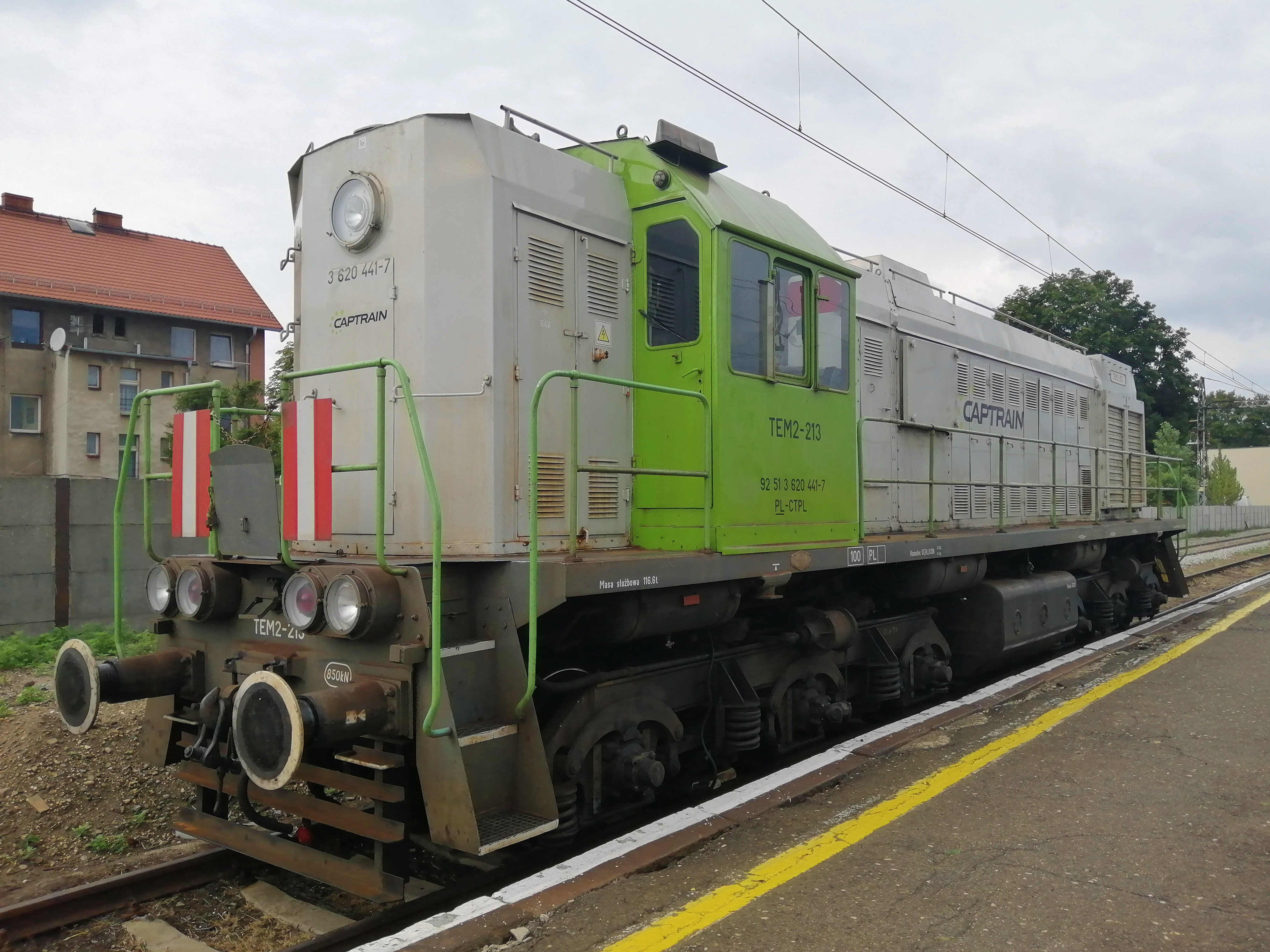
TEM2-213 in Polen

## Modifikationen

### TEM2A
Die Lokomotive konnte sowohl für die Spurweite 1.520 mm als auch für 1.435 mm verwendet werden. Ein solches Exemplar, die ТЭМ2A-2581 ist im Eisenbahnmuseum im weißrussischen Brest als Schaulokomotive ausgestellt. An einer Seite wurden die Paneelen durch Plexiglas ersetzt, um das Prinzip dieselelektrischen Antriebs zu erläutern. 

### TEM2M
Von dieser Modifikation wurden von 1974 bis 1984 insgesamt 286 Diesellokomotiven gefertigt und waren nur für Industrieunternehmen bestimmt. Der Unterschied zu der TEM2 bestand in der Ausrüstung mit dem geänderten Dieselmotor 2-6D49 von der Maschinenfabrik Kolomna. Die Änderung des Dieselmotors bedingte auch einige andere Änderungen in der Maschinenausrüstung.

### TEM2T
Diese Modifikation war für den Einsatz in Gegenden mit tropischem Klima vorgesehen.

### TEM2U
Diese Modifikation erschien im Jahr 1978. Sie besaß entgegen der Ursprungsvariante eine geänderte Form der Aufbauten und der Kabine des Lokführers. Gleichfalls wurde eine Reihe von Einrichtungen der Maschinenanlage geändert (neues Bedienpult, Schalldämpfer, verbesserte Wärmedämmung u. ä.). Verbessert wurde die Konstruktion des Dieselmotors und des Generators, der Federaufhängung, und der elektrischen Kontrolle der Erhitzung des Kühlwassers. Die Reibungsmasse steigerte sich auf 123,6 t. Die Diesellokomotive war sowohl für die Spurweiten 1.520 mm als auch für 1.435 mm verwendbar. Von 1984 an begann die Serienproduktion der Maschinen.

### TEM2UC
Nach dem Bau der Versuchsdiesellok TEM2-1983 mit einer elektromagnetischen Einrichtung zur Erhöhung der Reibungslast stellte die Lokomotivfabrik Brjansk 1978 die Versuchsdiesellok TEM2UC-0001 her. Nach eingehenden Tests ergab sich keine Notwendigkeit der Fertigung weiterer Lokomotiven mit diesem System.

### TEM2UM

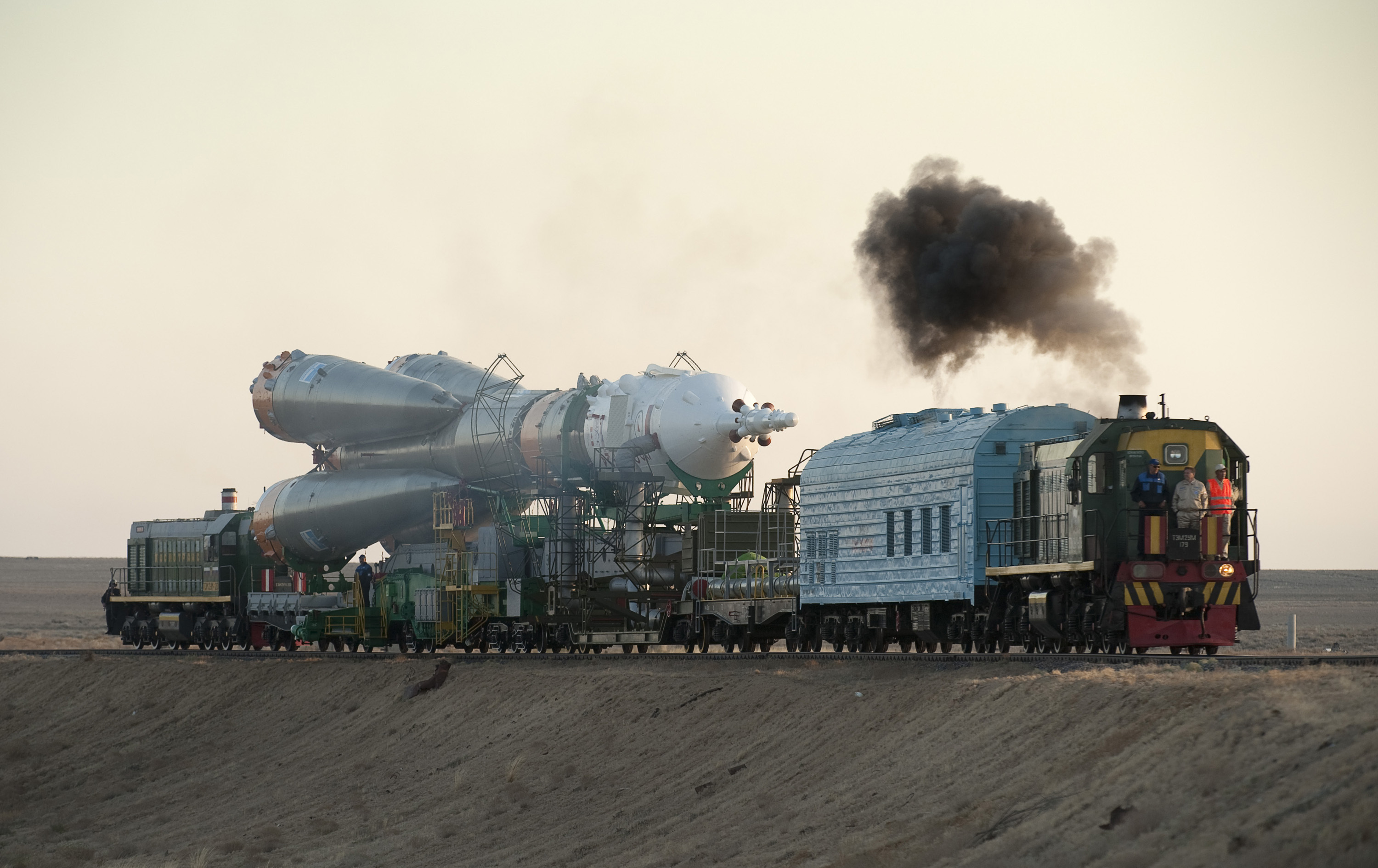
Transport der Trägerrakete TMA 16 mit zwei Diesellokomotiven der Reihe TEM2UM

Von 1988 an wurde diese Modifikation ausgeliefert. Sie besaß die geänderte Dieselmotor-Generatoreinheit 1PD-4A. Insgesamt wurden bis 2000 1084 Diesellokomotiven dieser Serie sowohl für Industriebetriebe als auch für die Staatsbahn ausgeliefert.